# Larapinta Trail

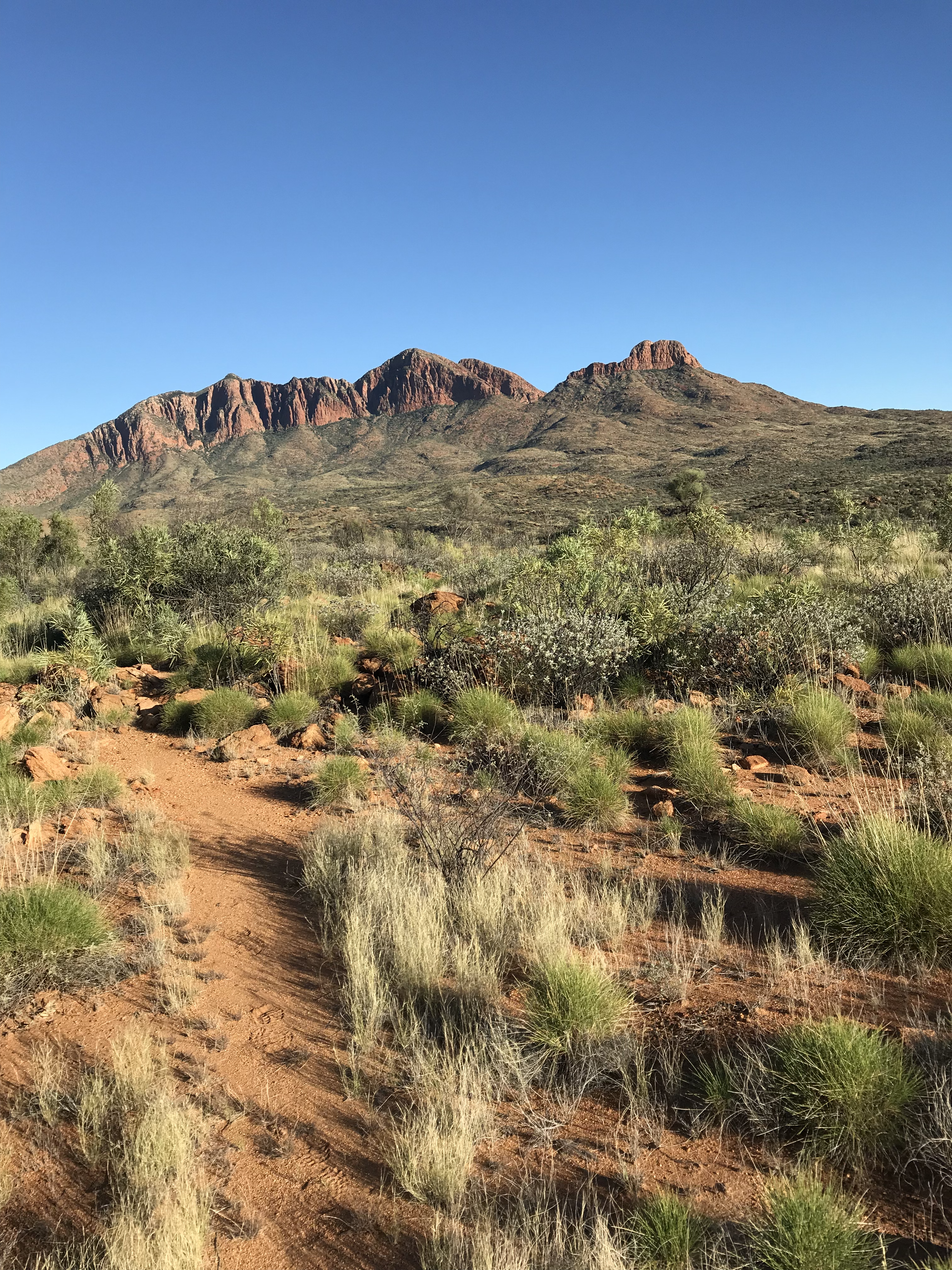
Sectie 10: uitzicht op Mt Sonder

De Larapinta Trail is een trektocht door het Nationaal park West MacDonnell gelegen in Noordelijk Territorium in Australië. De 223 kilometer lange wandeling is opgedeeld in twaalf secties die 9 tot 31 km lang zijn en verschillen in moeilijkheidsgraad. De trektocht begint in Alice Springs en eindigt aan Mount Sonder. Toch is het ook mogelijk om in de andere richting te wandelen, van Mt Sonder terug naar Alice Springs. Via deze route wandelt men met de zon in de rug (in plaats van in het gezicht). De hele tocht duurt 12 tot 15 dagen, afhankelijk van de wandelsnelheid. Ook is het mogelijk om slechts een beperkter aantal secties te doorkruisen. Er zijn geen kosten om de wandeling te mogen doen. Er wordt enkel op sommige campings een vergoeding gevraagd voor de overnachting.

## Geschiedenis
Het concept van de trail dateert uit 1989 met als bedoeling een nationaal park te creëren in de West MacDonnell Ranges. Een jaar later opende in 1990 de eerste sectie van de trektocht, die oorspronkelijk half zo lang was als hij vandaag is. De route zou oorspronkelijk eindigen op de hoogste berg van het Noordelijk Territorium, Mt Zeit. Door de ruige omstandigheden en de afgelegenheid van deze berg werd beslist om de trektocht te eindigen aan Mt Sonder. Verschillende jaren van ontwikkeling zorgde ervoor dat de trail zijn huidige staat kreeg in 2002. Verschillende gebieden zijn heilig voor de Arrentes, behorende tot de Aborigines van Australië.

## Route
Het is een goed-aangeduide route die verdeeld wordt over twaalf verschillende secties:
- Sectie 1: Telegraph Station - Simpsons Gap (23,8 km)
- Sectie 2: Simpsons Gap - Jay Creek (25,1 km)
- Sectie 3: Jack Creek - Standley Chasm (13,6 km)
- Sectie 4: Standley Chasm - Birthday Waterhole (17,9 km)
- Sectie 5: Birthday Waterhole - Hugh Gorge (16 km)
- Sectie 6: Hugh George - Ellery Creek (31,2 km)
- Sectie 7: Ellery Creek - Serpetine Gorge (13,8 km)
- Sectie 8: Serpentine Gorge - Serpentine Chalet Dam (13,4 km)
- Sectie 9: Serpentine Chalet Dam - Ormiston Gorge (28,6 km)
- Sectie 10: Ormiston Gorge - Finke River (9,1 km)
- Sectie 11: Finke River - Redbank Gorge (26 km)
- Sectie 12: Redbank Gorge - Mount Sonder (15,8 km)

## Condities
Door zijn ligging in Centraal-Australië, ondervindt men extreme temperatuursverschillen op de wandeltocht. Zo kan de temperatuur 24°C verschillen 's nachts vergeleken met overdag. Er wordt daarom ook aangeraden om de trektocht te doen tussen mei en augustus, de Australische winter. Tijdens deze periode zijn de temperaturen overdag een 20°C, maar de nachten kunnen afkoelen tot 3-5°C tot zelfs vriestemperaturen. Dit vergeleken met de zomer, waar de temperaturen kunnen oplopen tot boven de 40°C. In het algemeen zijn er gemiddeld 25 dagen zon in Centraal-Australië met een hoge UV-index. Verder is men tijdens de wandeling blootgesteld aan felle wind. Vooral op hogere gronden en in valleien kan men hier last van ondervinden. Ook de wind verhoogt de kans op uitdroging en regen is niet ongewoon op de trektocht. Vooral motregen kan dagen duren.

## Reisorganisaties
Er zijn verschillende organisaties die ook verschillende diensten leveren om de Larapinta Trail of een gedeelte hiervan te wandelen. Zo zijn er die enkel het vervoer naar het beginpunt regelen, en men na de wandeling ook weer komen ophalen (de zogenaamde Drop offs). Verder zijn er ook organisaties die in groep en met gids de wandeling maken. Zij regelen dan ook meestal het eten en slaapplaats. Een andere mogelijkheid is het regelen van "food-drop offs". Dit wil zeggen dat men slechts een deel van het eten meeneemt in de rugzak. Het andere deel wordt verspreid over 2 hutten zodat het tijdens de wandeling terug opgepikt kan worden. Dit om ervoor te zorgen dat wandelaars niet twee weken lang met een volgepakte rugzak moeten wandelen. Er is een non-stop aan diensten en organisaties verschillend van hulp en dus ook prijs die het wandelaars aangenamer maakt. Toch blijft het ook nog steeds mogelijk om de wandeling zelf te voltooien. Een veelgebruikte manier om aan het begin/eind te geraken, is ernaartoe liften.

## Gevaren

### Klimaat
Door het extreem klimaat is het warm (temperaturen tot boven 40°C) en droog. Water is slechts beperkt voorradig in tonnen. De kans is op uitdroging is dus reëel. Zo overleden er al verschillende mensen hierdoor. In januari 2018 kwam een Amerikaanse toerist (33) om het leven doordat hij uitgedroogd was. Hij nam namelijk een verkeerde afslag en raakte van de route af. Een ander gevaar zijn modderstromen of overstromingen door zware regenval.

### Fauna en flora
Tijdens de trektocht kan men in contact komen met wilde dieren. De kans is klein, maar toch niet te onderschatten. Het hoogste risico wordt veroorzaakt door slangen. De meest dodelijke slangen leven in dit gebied zoals de King Brown. Toch is de kans klein dat men in aanraking komt. Verder bestaat het gevaar om in contact te komen met dingo's, de wilde honden van Australië. Deze durven 's nachts campings bezoeken op zoek naar eten en drinken. Ondanks het zachtaardige uiterlijk kunnen deze ook agressief uit de hoek komen.
De meeste plantensoorten die men tegenkomt op de trektocht, zijn niet gevaarlijk voor mensen. Toch zijn er bepaalde planten die wel gevaarlijk zijn. Een gevaar is de zogenaamde "dead fall", vooral veroorzaakt door River Redgums. Deze ecalyptusboom, met takken die wegen van 30-200 kilogram, is te vinden langs rivierbeddingen. Uitgedroogde takken kunnen 'zonder waarschuwing' vallen. Dit wil zeggen dat ze zonder geluid afbreken. Kamperen onder een Redgumsboom kan dus gevaarlijk zijn.